# Státní odrůdová kniha České republiky
Státní odrůdová kniha je úřední seznam všech odrůd rostlin, které byly v České republice registrované pro zemědělskou, ovocnářskou, vinařskou a zahradnickou činnost. Ústřední kontrolní a zkušební ústav zemědělský (ÚKZÚZ) zapisuje odrůdy do Státní odrůdové knihy po splnění všech podmínek daných zákonem.